# Nyabibembe
Nyabibembe är ett periodiskt vattendrag i Burundi.   Det ligger i provinsen Bujumbura Rural, i den västra delen av landet, 24 km söder om huvudstaden Bujumbura.
Omgivningarna runt Nyabibembe är en mosaik av jordbruksmark och naturlig växtlighet. Runt Nyabibembe är det tätbefolkat, med 276 invånare per kvadratkilometer.